# We believe in Magic Vol.1
『We believe in Magic Vol.1』（ウィ ビリーブ イン マジック ボリューム1）は、チューリップのセルフカバー・アルバム。1997年5月21日発売。

## 解説
1997年の再結成後、最初に発売されたアルバムであり、ビクターエンタテインメントに移籍後の初アルバム。
先行シングルとなった「サボテンの花」を始めとするセルフカバー9曲と2枚目の先行シングルとなった新曲「We believe in Magic」が収録されている。
オリジナル版からアレンジをほぼ変えずにリメイクしたため、よりクリアな音質で楽曲を生まれ変わらせることに成功している。
本作発売から2ヶ月後、続編となる『We believe in Magic Vol.2』が発売されている。

## 収録曲
1. サボテンの花（「ひとつ屋根の下2」Version）
  - 作詞／作曲：財津和夫　編曲：チューリップ　ボーカル：財津和夫
  - ドラマ主題歌としてセルフカバーされた楽曲。
  - 同年の再結成ツアーでも演奏され、その際の映像が音楽番組等で使用されることが多い。
2. ぼくがつくった愛のうた（いとしのEmily）
  - 作詞／作曲：財津和夫　編曲：チューリップ　ボーカル：姫野達也
  - シングル『We believe in Magic』のカップリング曲。
3. ハーモニー
  - 作詞／作曲：財津和夫　編曲：チューリップ　ボーカル：財津和夫
  - ギターソロの追加等がなされおり、ライブで演奏されていた際のバージョンに合わせてセルフカバーされた。
4. 夢中さ君に
  - 作詞／作曲：財津和夫　編曲：チューリップ　ボーカル：財津和夫
  - 3番の出だしで歌詞が繰り返されるようアレンジされたが、再結成ツアーも含めライブではオリジナルバージョンに沿った演奏がされている。
5. 銀の指環
  - 作詞／作曲：財津和夫　編曲：チューリップ　ボーカル：姫野達也
6. 博多っ子純情
  - 作詞：安部俊幸／作曲：姫野達也　編曲：チューリップ　ボーカル：姫野達也
7. 悲しきレイン・トレイン
  - 作詞／作曲：財津和夫　編曲：チューリップ　ボーカル：姫野達也
8. 走れ!ムーン号
  - 作詞／作曲：上田雅利　編曲：チューリップ　ボーカル：上田雅利
9. 虹とスニーカーの頃
  - 作詞／作曲：財津和夫　編曲：チューリップ　ボーカル：財津和夫
10. We believe in Magic
  - 作詞／作曲：財津和夫　編曲：チューリップ　ボーカル：財津和夫
  - 先行シングルとして発売された楽曲で、このアルバムで唯一の新曲。

## クレジット
All Songs Performed & Arranged by TULIP
Produced by KOHJI MIKAMI(VICTOR)
Recorded at Little Bach Studio, Sound Dail, Victor Aoyama Studio.
Wonder Station Studio, Flamingo Studio, Free Studio, Cherry Island Studio
Recording Engineer：TORU ABE, MASASHI YOSHIKUNI
Mastering Engineer：HIROSHI KAWASAKI
Promotor：YUICHI MIYAKE(VICTOR)
Artist Management：TOSHIYA OBARA(WAR GAME), SHOKO TAKADA(CRICKET), MAYU TAMAKI(WAR GAME)
Executive Producer：KOHJI ONO(WAR GAME),HISAHIKO IIDA(VICTOR)
Supervisor：HIROAKI KANEKO, SHOICHI KUSANO
KAZUNAGA NITTA, MAMORU MURAKAMI
Musical Instruments Supporter：SHINJI SUGIYAMA, HIROSHI MIURA(Field Gear)

Art Direction：TAKUYA OHNO (RAG TIME)
Design：ATSUSHI IWATANI, TOSHIYUKI TAKAHASHI
YUKIYO TAKEI, JU-HWA CHANG(RAG TIME)
Cover Illustration：MUTSURU ONODERA
Photograph：KENJI TAGUCHI
Instruments Co-ordination：AMI SAGARA
Hair & Make-up：SHINOBU ATSUTA
Editorial Coordination：KENJI NAKAO, EIKO SUZUKI(VICTOR)

Special Thanks To：KORG, SHECTER, YAIRI, SATORU OHISHI, NISHIJIMAMBO, Mr.TAKE(ICHIKOKU), YAMAHA SHINKO MUSIC, TOSHIBA EMI, EIJI OKADA, TAKASHI SHOMOTO, MASANOBU KENEKO(H.P.O)
Thanks To：Mr.Arai
We Express Our Gratitude To：TAKASUKE KIDA, NOZOMI AOKI, HIROYUKI ISHIZUKA, YUTAKA TOYAMA, JIN SAITO, YOICHI SHIMADA, SHINRARO ITOH